# Azobenzen
Azobenzen, difenylodiazen – organiczny związek chemiczny, jeden z aromatycznych związków azowych. Jest najprostszym arylowym związkiem azowym. Termin „azobenzen” jest często stosowany również w odniesieniu do związków, które są pochodnymi diazenu (diimidu), które nazywa się „diazenami”. Diazeny to związki silnie absorbujące światło i są powszechnymi barwnikami.
Stosowany jest do produkcji barwników organicznych.

## Struktura i synteza
Azobenzen jest cząsteczką, której struktura zawiera dwa pierścienie fenylowe połączone wiązaniem podwójnym N = N tzw. grupą azową. Występuje w postaci pomarańczowych kryształów lub ciemnobrązowego bezpostaciowego ciała stałego. Nie rozpuszcza się w wodzie, natomiast dobrze rozpuszcza się w podstawowych rozpuszczalnikach organicznych takich jak etanol, metanol czy benzen. Dzięki obecności wiązania N = N posiada zdolność do fotoizomeryzacji geometrycznej. Należy do związków fotochromowych, występuje w dwóch odmianach izomerycznych cis i trans. Cząsteczki te charakteryzują się spektroskopowo niskoenergetycznym pasmem n – π * w obszarze widzialnym i wysokoenergetycznym pasmem π – π * w obszarze UV. Izomer trans jest bardziej stabilny termodynamicznie od izomeru cis. Trans azobenzen jest cząsteczką płaską. Odległość wiązania N=N wynosi 1,189 Å. Azobenzen w formie cis charakteryzuje się bardziej skręconą geometrią pod kątem 173,5°, a odległość wiązania N=N wynosi 1,251 Å.

## Izomeryzacjatrans-cis

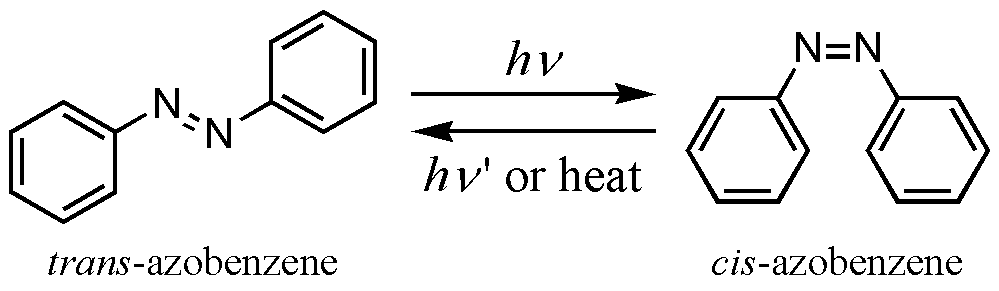
Proces fotoizomeryzacji pod wpływem światła laserowego

Oba izomery mogą w siebie wzajemnie przechodzić termicznie lub fotochemicznie (np. pod wpływem nadfioletowego światła laserowego). Przejście od bardziej stabilnej formy trans do formy cis zachodzi pod wpływem naświetlania światłem ultrafioletowym (UV), tj. długość fali z zakresu 300–400 nm. Powrotna zmiana konformacji może zajść pod wpływem fali świetlnej z zakresu światła widzialnego (λ = 425–500 nm) lub w wyniku relaksacji (swobodnego powrotu do bardziej stabilnej formy). Takie działanie indukuje powrót izomerów cis do ich odpowiedników w formie trans. Izomery cis i trans mają nie tylko różną strukturę, ale także odmienne własności fizyczne i chemiczne, wynikające z odmienności ich budowy. Skutkiem fotoindukowanej reakcji izomeryzacji są zmiany w strukturze cząsteczki takie jak przejście izomeru trans w cis powoduje zmniejszenie odległości między atomami węgla w położeniu para w odniesieniu do atomów azotu z 9,0 do 5,5 Å. Konsekwencją tej zmiany jest zmiana momentu dipolowego cząsteczki. Forma trans azobenzenu nie posiada momentu dipolowego, natomiast forma cis już tak i wynosi on 3,0D
Izomeryzację trans – cis można obserwować za pomocą spektroskopii UV-Vis. Aby reakcja ta mogła zajść potrzebna jest duża energia aktywacji. W widmach absorpcyjnych można zaobserwować dwa możliwe pasma. Pasmo o większej intensywności jest związane z przejściem elektronowym π→π* powodującym rotację wokół podwójnego wiązania N = N. Wystąpienie drugiego pasma jest natomiast konsekwencją przejścia n→π*, któremu towarzyszy płaska inwersja przy atomie azotu. W zależności od zastosowanej długości fali wzbudzenie może przebiegać dwojako, natomiast każdy z tych sposobów prowadzi do otrzymania identycznej formy struktury.

## Reaktywność chemiczna
Azobenzen należy do grupy słabych zasad. Poddaje się protonowaniu przy użyciu jednego azotu o wartości pKa równej −2,95. Funkcjonuje również jako kwas Lewisa. Wiąże się z centrami metali o niskiej wartościowości, np. Ni(Ph2N2)(PPh3)2. Produktem reakcji utlenienia jest azoksybenzen, a reakcji uwodornienia difenylohydrazynę.